# Земін (Великопольське воєводство)
Земін (пол. Ziemin) — село в Польщі, у гміні Веліхово Ґродзиського повіту Великопольського воєводства.
Населення — 188 осіб (2011).
У 1975-1998 роках село належало до Познанського воєводства.

## Демографія
Демографічна структура станом на 31 березня 2011 року:
|          | Загалом | Допрацездатний вік | Працездатний вік | Постпрацездатний вік |
| -------- | ------- | ------------------ | ---------------- | -------------------- |
| Чоловіки | 102     | 27                 | 69               | 6                    |
| Жінки    | 86      | 17                 | 54               | 15                   |
| Разом    | 188     | 44                 | 123              | 21                   |